# Micropterix maschukella
Micropterix maschukella is een vlinder uit de familie  van de oermotten (Micropterigidae). De soort is voor het eerst wetenschappelijk beschreven door Sergej Nikolajevitsj Alferaki in een publicatie uit 1876.
De soort komt voor in Oekraïne (de Krim), Turkije, Georgië, Armenië en Rusland.